# Cucina ebraica

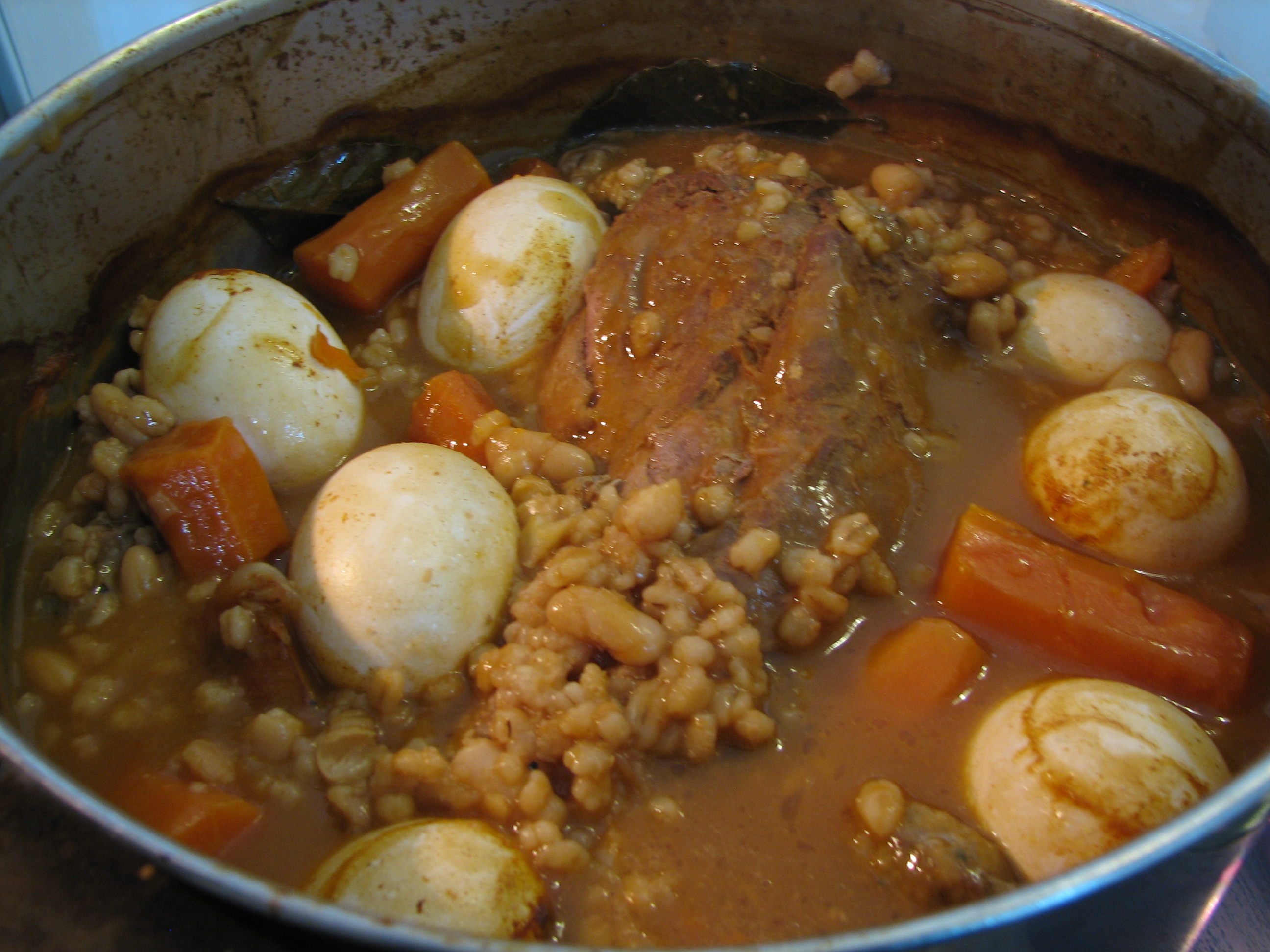
Cholent

La cucina ebraica si riferisce alle tradizioni culinarie delle comunità ebraiche in tutto il mondo. Si è evoluta nel corso dei secoli, a causa delle leggi dietetiche ebraiche (kashrut), delle festività ebraiche e delle tradizioni Shabbat (Sabbath). La cucina ebraica è influenzata dall'economia, dall'agricoltura e dalle tradizioni culinarie dei molti paesi in cui le comunità ebraiche si sono stabilite e varia ampiamente in tutto il mondo.

## Storia
Le origini storiche della cucina ebraica possono essere ricondotte agli antichi Israeliti, le cui pratiche alimentari furono influenzate dal paesaggio agricolo e dalle tradizioni culturali dell'antico Vicino Oriente. Durante l'età del ferro, la dieta degli antichi Israeliti era prevalentemente agricola, incentrata su alimenti di base come cereali, frutta, verdura e prodotti lattiero-caseari. Alimenti come l'orzo, il grano, le olive, l'uva e i fichi erano abbondanti nella regione e costituivano la base di molti pasti degli antichi Israeliti. 
Inoltre, le leggi religiose e i rituali descritti nella Torah, il testo centrale dell'ebraismo, prescrivevano certe restrizioni alimentari e linee guida che continuano a plasmare le pratiche culinarie ebraiche ancora oggi. Queste prime leggi dietetiche hanno gettato le basi per il Kashrut, governando quali animali potevano essere mangiati, come dovevano essere macellati e preparati, e vietando il consumo di alcuni cibi come maiale e crostacei. 
Nel corso del tempo, con la dispersione delle comunità ebraiche in diverse regioni, queste hanno adattato le proprie tradizioni culinarie incorporando ingredienti locali e tecniche di cottura, dando origine alla variegata gamma di cucine ebraiche oggi presenti in tutto il mondo.

## Stili della cucina
La cucina ebraica sefardita e mizrahi, originaria di luoghi come il Mediterraneo e il Medio Oriente, include piatti come falafel, hummus e shakshuka e sono ricchi di sapori vibranti grazie all'uso di spezie come cumino, paprika e zafferano. Ingredienti come melanzane, ceci, riso e couscous vengono utilizzati regolarmente nella cucina sefardita e mizrahi.
Nell'Europa orientale, dove hanno origine gli ebrei ashkenaziti, sono diffusi piatti abbondanti e confortanti come il gefilte fisch, la zuppa di matzo  e il petto di manzo. Questi pasti spesso includono ingredienti come patate, cipolle e grasso di pollo o d'oca, che conferiscono loro sapori distintivi. Negli Stati Uniti, dove la maggior parte degli ebrei è ashkenazita, bagel con salmone affumicato e formaggio cremoso, knishes e kugel sono diventati comuni nelle delizie e fornerie ebraiche.

## Cucina ebraica italiana
In Italia, la cucina ebraica presenta una miscela unica di sapori influenzata sia dagli ingredienti locali italiani che dalle leggi e tradizioni dietetiche ebraiche. La cucina ebraica italiana, spesso chiamata "cucina ebraica," mostra una ricca varietà di piatti che riflettono l'eredità culinaria degli ebrei che hanno vissuto in Italia per secoli. Piatti iconici ebraici italiani includono carciofi alla giudia, che sono fritti a perfezione croccante, e baccalà mantecato, una crema salata e saporita apprezzata come antipasto. Piatti di pasta, come spaghetti alle acciughe e pomodoro, occupano anche un posto prominente nella cucina ebraica italiana, presentando combinazioni di ingredienti semplici ma saporite. 
Inoltre, le comunità ebraiche italiane hanno preservato specialità uniche delle festività come le dolci paste ripiene di ricotta note come "pizzarelle," consumate durante la festa di Shavuot. Attraverso i suoi piatti distintivi e le sue tradizioni culinarie, la cucina ebraica italiana offre uno sguardo alla ricca fusione culturale che ha caratterizzato la vita ebraica in Italia per generazioni.

## Cultura alimentare
La cucina ebraica non riguarda solo il cibo, ma anche le tradizioni e i rituali che lo accompagnano. Ogni venerdì sera, le famiglie ebraiche si riuniscono per celebrare lo Shabbat con un pasto speciale. Questo potrebbe includere cibi simbolici come il pane challah, la zuppa di pollo e le carni arrosto. Una casseruola di carne lenta, fagioli e verdure a radice, chiamata "cholent" (ashkenazita) o "dafina" (sefardita), preparata il venerdì pomeriggio, viene consumata il sabato dalle comunità ebraiche tradizionali. Durante la Pasqua, che commemora l'uscita degli Israeliti dalla schiavitù in Egitto, gli ebrei mangiano pane azzimo chiamato matzo invece del pane normale.